# San Benedetto Tennis Cup 2019
La San Benedetto Tennis Cup 2019 è stato un torneo di tennis facente parte della categoria ATP Challenger Tour nell'ambito dell'ATP Challenger Tour 2019. È stata la 15ª edizione del torneo che si è giocato a San Benedetto del Tronto in Italia dal 15 al 21 luglio 2019 su campi in terra rossa e aveva un montepremi di 42 500 €+H.

## Partecipanti singolare

### Teste di serie
| Nazionalità | Giocatore            | Ranking* | Testa di serie |
| ----------- | -------------------- | -------- | -------------- |
| Slovacchia  | Andrej Martin        | 120      | 1              |
| Italia      | Gianluca Mager       | 142      | 2              |
| Italia      | Alessandro Giannessi | 160      | 3              |
| Italia      | Federico Gaio        | 174      | 4              |
| Argentina   | Federico Coria       | 176      | 5              |
| Ecuador     | Emilio Gómez         | 184      | 6              |
| Italia      | Roberto Marcora      | 215      | 7              |
| Italia      | Andrea Arnaboldi     | 219      | 8              |

- Ranking al 1 luglio 2019.

### Altri partecipanti
Giocatori che hanno ricevuto una wild card:
- Riccardo Balzerani
- Lorenzo Musetti
- Gianluigi Quinzi
- Francesco Forti
- Samuele Ramazzotti

Giocatori che hanno ricevuto un entry come protected ranking:
- Íñigo Cervantes

Giocatori che sono passati dalle qualificazioni:
- Daniel Elahi Galán Riveros
- Andrea Basso

Giocatori che hanno ricevuto un entry per il loro ITF World Tennis Ranking:
- Riccardo Bonadio
- Ivan Nedelko
- Christopher O'Connell
- Riccardo Bonadio
- Jeroen Vanneste

Giocatori che hanno ricevuto un entry come lucky loser:
- Walter Trusendi

Giocatori che hanno usufruito di un posto in tabellone come alternate:
- Giulio Zeppieri

## Partecipanti doppio

### Teste di serie
| Nazionalità | Giocatore          | Ranking* | Nazionalità | Giocatore           | Ranking* | Testa di serie |
| ----------- | ------------------ | -------- | ----------- | ------------------- | -------- | -------------- |
| Italia      | Andrea Pellegrino  | 214      | Italia      | Andrea Vavassori    | 132      | 1              |
| Svezia      | Andreas Siljeström | 162      | Polonia     | Szymon Walków       | 186      | 2              |
| Ecuador     | Emilio Gómez       | 320      | Ecuador     | Luis David Martínez | 140      | 3              |
| Perù        | Sergio Galdós      | 227      | Perù        | Juan Pablo Varillas | 391      | 4              |

- Ranking al 1 luglio 2019.

## Vincitori

### Singolare
Renzo Olivo ha battuto in finale  Alessandro Giannessi con il punteggio di 5–7, 7–6(4), 6–4

### Doppio
Ivan Sabanov /  Matej Sabanov hanno battuto in finale  Sergio Galdós /  Juan Pablo Varillas con il punteggio di 6–4, 4–6, [10-5]